# إقليم أبخ
 إقليم أبخ هو منطقة إدارية في شمال جيبوتي.

## التاريخ
في منتصف القرن التاسع عشر كان أبخ يحكمها سلاطين العفر وأصبحت كيان إداري مستقل في مارس 1927، ونالت على استقلالها الرسمي في 1963، وقبل عام 1939 كان قد حدث تغييرات في حدودها على مر الزمن.

## نظرة عامة
يحد المنطقة من الشمال إريتريا، وإقليم تجرة من الجنوب الغربي، والبحر الأحمر وخليج عدن من الشرق.
عاصمة المنطقة هو أبخ، التي تطل على خليج تجرة. ويبلغ عدد سكانها 9000 نسمة، ويوجد في المدينة مهبط للطائرات وتقدم خدمات وسائل النقل إلى مدينة جيبوتي.

## المدن التابعة للإقليم
- أبخ
- دادتو  [لغات أخرى]‏
- خور أنغار
- إقليم أبخ
- بيسيديرو  [لغات أخرى]‏
- مول هولة
- علايلي دادا
- Waddi
- Lahassa
- Egahlou
- Ribta